# Aminocyclopropanecarboxylate oxydase
L'aminocyclopropanecarboxylate oxydase, ou ACC oxydase, est une oxydoréductase qui catalyse la réaction :
1-aminocyclopropane-1-carboxylate + ascorbate + O2  {\displaystyle \rightleftharpoons }  déshydroascorbate + CN− + CO2 + 2 H2O + H2C=CH2.
Cette enzyme intervient dans la biosynthèse de l'éthylène H2C=CH2 chez les plantes où l'éthylène est une phytohormone.